# Râle de Wallace
Habroptila wallacii
Vous lisez un « article de qualité » labellisé en 2015.
Genre
Espèce
Synonymes
- Gallirallus wallacii (G.R. Gray, 1861)
- Rallus wallacii (G.R. Gray, 1861)

Statut de conservation UICN

 VU C2a(i) : Vulnérable
 C2a(i) 
Le Râle de Wallace (Habroptila wallacii) est une espèce d'oiseaux de la famille des Rallidae. C'est un grand râle incapable de voler et endémique de l'île d'Halmahera, des Moluques du Nord en Indonésie. Il y vit dans les marais à sagoutiers adjacents aux forêts marécageuses. Son plumage est principalement gris-ardoise foncé ; la peau nue autour de ses yeux, son bec long et épais et ses pattes sont de couleur rouge vif. Son cri est semblable à un roulement de tambour et s'accompagne d'un battement d'ailes. La timidité de cet oiseau et la densité de son habitat font que peu d'informations sont connues sur son comportement.
Le Râle de Wallace se nourrit d'insectes et de pousses de sagou, et avale de petites pierres pour aider à la digestion mécanique de sa nourriture. Il semble être monogame, mais rien n'est connu sur son comportement de cour. Le seul nid connu à ce jour, peu profond, se situait en haut d'une souche d'arbre en décomposition et se formait de copeaux de bois et de feuilles mortes. Les deux oisillons qui s'y trouvaient étaient couverts d'un duvet noir caractéristique des râles venant d'éclore.
La faible population du Râle de Wallace, qu'on estime entre 3 500 et 15 000 représentants, et son aire de répartition restreinte en font une « espèce vulnérable » selon l'Union internationale pour la conservation de la nature. Ce râle est principalement menacé par la destruction de son habitat, due aux récoltes de sagou et à la conversion des zones humides en terres rizicoles. L'oiseau est également consommé par les populations locales. Le seul nid connu se trouvant dans une zone fréquentée par des villageois locaux, le Râle de Wallace pourrait s'adapter mieux qu'il n'était pensé aux changements de son habitat.

## Description

### Plumage et mensurations
Le Râle de Wallace est un gros râle, mesurant 35 à 40 cm de longueur,. L'adulte a le corps principalement gris-ardoise foncé, avec un plumage d'un brun sombre sur le bas du dos, sur le croupion et les ailes, et avec les plumes du dessus de la queue noires. Les parties inférieures sont légèrement plus pâles que le dessus du corps. La peau nue autour de l'œil, le bec long et fin, l'écusson frontal le surmontant et les pattes fortes sont d'un rouge éclatant. Dans sa description de l'espèce, George Robert Gray rapporte la présence d'une petite épine sur l'aile, à la pliure de l'épaule. Les ailes et la queue sont très courtes. Les sexes sont semblables ; le plumage des oiseaux emplumés mais encore immatures n'a pas été décrit.

### Espèces similaires
Le Râle de Wallace ressemble superficiellement à la Talève sultane (Porphyrio porphyrio), qui est elle aussi présente sur Halmahera mais la talève est plus grosse, avec un bec très fort et un plus grand écusson frontal, des parties inférieures violacées et des sous-caudales blanches. Le Râle de Wallace ressemble au Râle de Calayan (Gallirallus calayanensis), vivant aux Philippines, mais ce dernier est plus petit, a les couvertures primaires et sous-alaires barrées et n'a pas d'écusson frontal.

## Écologie et comportement

### Voix
Le cri est semblable à un roulement de tambour, bas, et accompagné d'un tuk, tuk, tuk produit par les ailes. La nature de cette vocalisation a donné naissance à une légende voulant que ce son était produit par l'oiseau en tapant avec ses pattes sur une branche ou un arbre creux. Gerd Heinrich rapporte que le nom local de l'oiseau est « soisa », signifiant roulement de tambour, et décrit le cri comme un roulement feutré en pourr-pourr-pourr-pourr qui finit parfois avec un cri fort et strident,. L'oiseau peut également produire un vrombissement sourd similaire au cri du Sanglier d'Asie (Sus scrofa vittatus) et rappelant le cri du Râle de Platen (Aramidopsis plateni). Le Râle de Wallace crie le plus souvent tôt le matin ou tard le soir, et répond parfois aux coups de machette des humains coupant les racines des sagoutiers. Au nid, l'oiseau émet une version plus discrète de son cri. D'autres sons ont été attribués à cette espèce, comme des cris sonores, mais pourraient provenir d'autres espèces, se rapprochant notamment de ceux produits par le Râle des Moluques (Amaurornis moluccana).

### Habitudes de vie

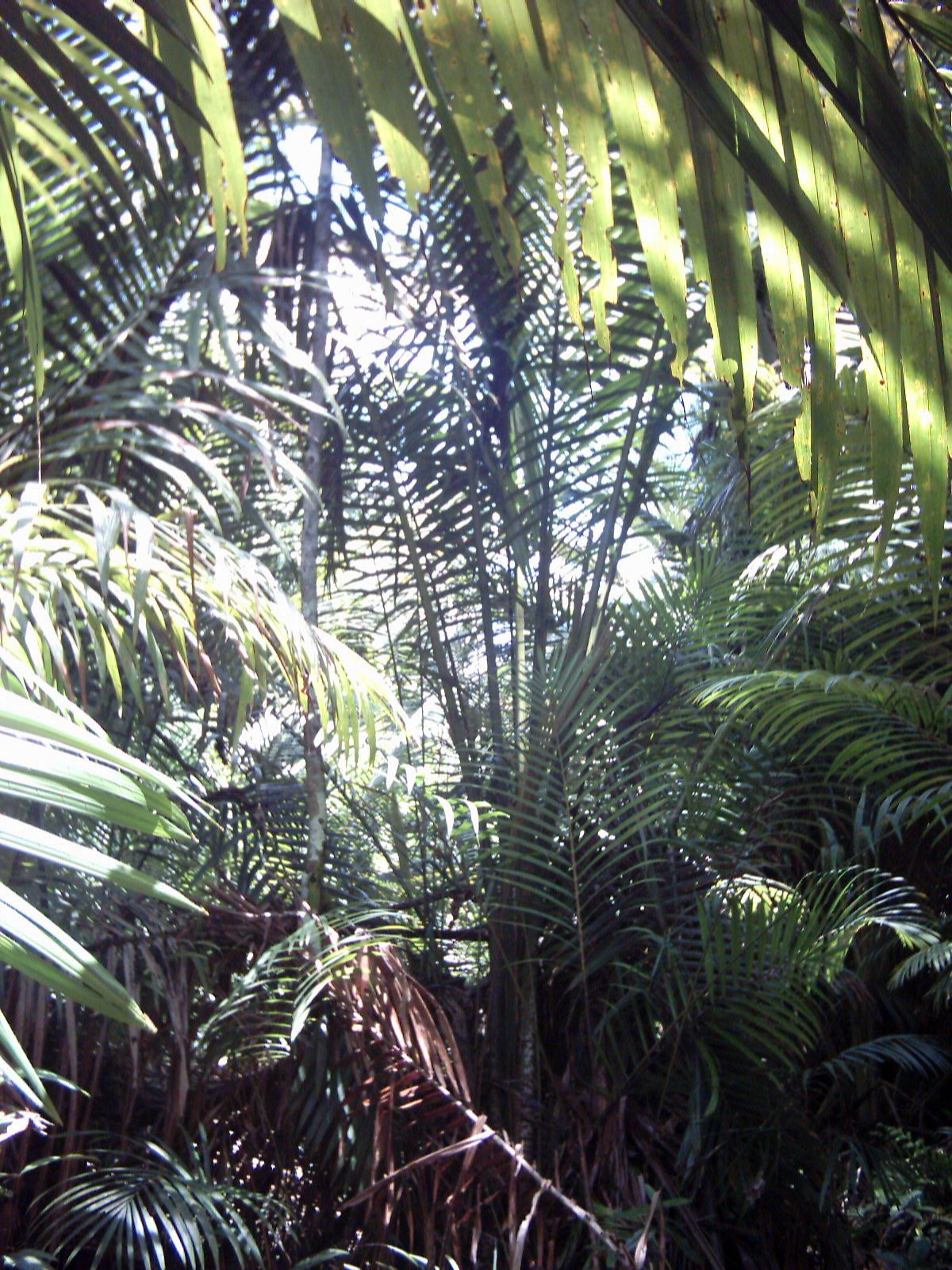
Les Sagoutiers, qui forment l'essentiel de l'habitat menacé du Râle de Wallace.

Le Râle de Wallace vit dans un habitat difficile à explorer, et ses mœurs discrètes contribuent également à la rareté des informations disponibles sur son mode de vie. Ainsi, il y a peu d'observations confirmées de l'espèce.

### Alimentation
Parmi les ressources que l'on sait consommées par le Râle de Wallace, on compte les pousses de sagou et des insectes. Il a aussi été observé se nourrissant sur les sagoutiers coupés, bien qu'on ne soit pas sûr s'il consommait des plantes en décomposition, ou s'il cherchait d'autres choses à manger parmi elles. Cet oiseau avale également de petites pierres, comme le font tous les râles, pour aider à la digestion mécanique de sa nourriture dans son gésier.

### Reproduction
Le Râle de Wallace semble être monogame, mais rien n'est connu sur son comportement de cour ou sur sa reproduction, avant la nidification proprement dite. Un signalement douteux, provenant de locaux, de 4-5 jeunes rayés a longtemps été la seule donnée, bien qu'elle ait toujours été jugée incorrecte, de tels plumages n'existant pas chez les autres espèces de râles. Dans la famille des Rallidae, en effet, les poussins sont typiquement recouverts d'un duvet noir, toute ornementation étant restreinte à la tête, la chair nue, ou à des plumes spécialement modifiées. Cette donnée incertaine est définitivement contredite en novembre 2010, quand un nid est trouvé au sommet d'une souche pourrissante, à un mètre du sol et à 46 m de la lisière d'une forêt secondaire, dans le parc national d'Aketajawe-Lolobata. Le nid était placé dans une dépression peu profonde (15 cm environ), avec des copeaux de bois et des feuilles mortes qui en tapissaient le fond. Les coquilles d'œufs étaient blanc-marronâtre avec des marques marron foncé et noires. Les deux tout jeunes oisillons qui s'y trouvaient étaient intégralement couverts d'un duvet noir, avec le pollux (l'équivalent de l'ongle du pouce sur une main humaine) blanc et l'ongle de l'index rose. Le bec était noir, avec la pointe blanche, et les pattes étaient marron et barrées de noir. L'iris était gris, et les pupilles bleues. Les jeunes râles quittent rapidement le nid après l'éclosion, et les poussins trouvés étaient donc probablement âgés d'un ou deux jours.

## Répartition et habitat

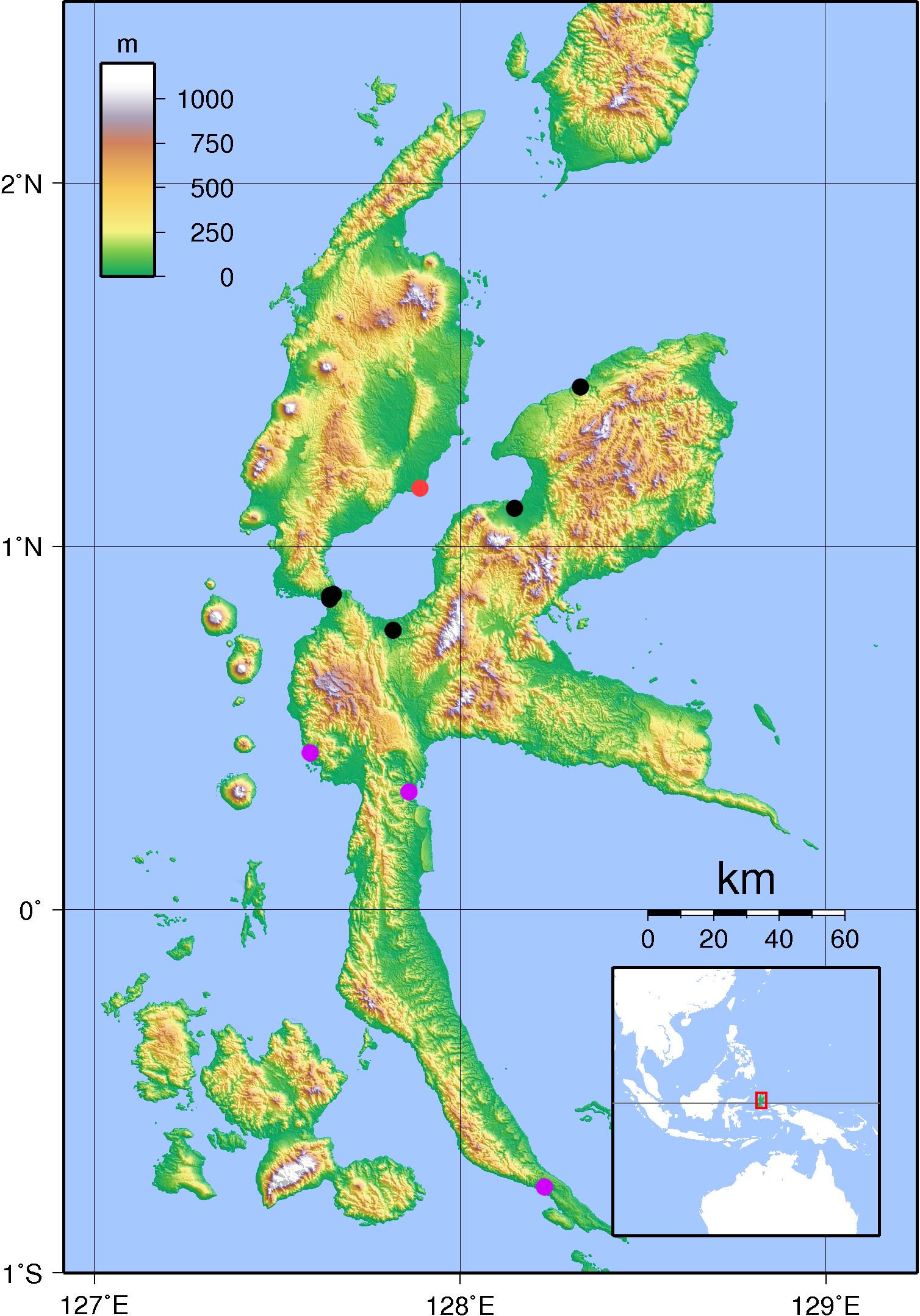
Carte de l'île d'Halmahera :
observations récentes ;
observations antérieures à 1950 ;
ville de Kao.

Le Râle de Wallace est endémique des Moluques, où il ne vit que sur l'île d'Halmahera. Il y peuple les marais à Sagoutiers (Metroxylon sagu), denses et épineux et, de préférence, là où la forêt jouxte les zones marécageuses. Il a été avancé que l'espèce pourrait également peupler les zones herbeuses à Imperata cylindrica, mais cela provient probablement d'une confusion avec le Râle des Moluques (Amaurornis moluccana),. Au début des années 1930, l'ornithologue allemand Gerd Heinrich, qui a préparé son voyage pour Halmahera en se roulant dans les Grandes orties (Urtica dioica), écrit sur les marais de sagoutiers :

« J'ai la forte conviction qu'aucun Européen n'a vu ce râle vivant, puisque cela demande un tel degré d'endurcissement et d'exigences sur soi-même que je ne peux si facilement l'attribuer à d'autres. Habroptila est protégé par les terribles épines des marais de sagoutiers… Dans cette friche d'épines, j'ai marché pieds nus et à moitié-nu pendant des semaines. »

Après une traque de six mois dans la forêt vierge, il décrit sa première rencontre avec le Râle de Wallace :

« Voilà que j'entends à nouveau, et à faible distance, ce son étrange « pourr pourr pourr pourr »… — comme un roulement de tambour continu et assourdi […] c'est la voix de Soisa, le Râle de la forêt vierge — […] « pourr pourr pourr pourr », le bruit de tambour est lointain, puis se rapproche […] A droite, un « pourr pourr pourr pourr » lui répond — le couple fait sa promenade du soir et les deux partenaires échangent des signaux […] Quelque chose de sombre bouge […] C'est un Oiseau… Je reconnais son bec rouge! […] Et le voilà qui apparaît de derrière le tronc d'un sagoutier — un Oiseau noir, au bec et aux pattes rouges! […] c'est un spectacle merveilleux. »

Après la disparition rapide de l'oiseau, Gerd Heinrich fait enclore et piéger la zone marécageuse et réussit, quelques jours plus tard, à en attraper un spécimen qui s'était pris dans un collet, et un autre est abattu. Il poursuit ensuite son étude jusqu'en 1932 sur l'île de Célèbes où il réussit à abattre un Râle de Platen (Aramidopsis plateni). Entre 1950 à 2003, les observations de l'espèce se sont limitées à une zone restreinte située à la base de la péninsule Nord-Ouest de l'île d'Halmahera, mais l'oiseau a été signalé jusqu'à l'extrême sud de l'île avant 1950. Des signalements plus récents montrent qu'il est toujours présent dans une zone plus grande, comprenant le Nord-Est de l'île et les locaux affirment qu'il est également présent dans les marécages près de Kao, dans la péninsule Nord-Ouest d'Halmahera.

## Taxinomie

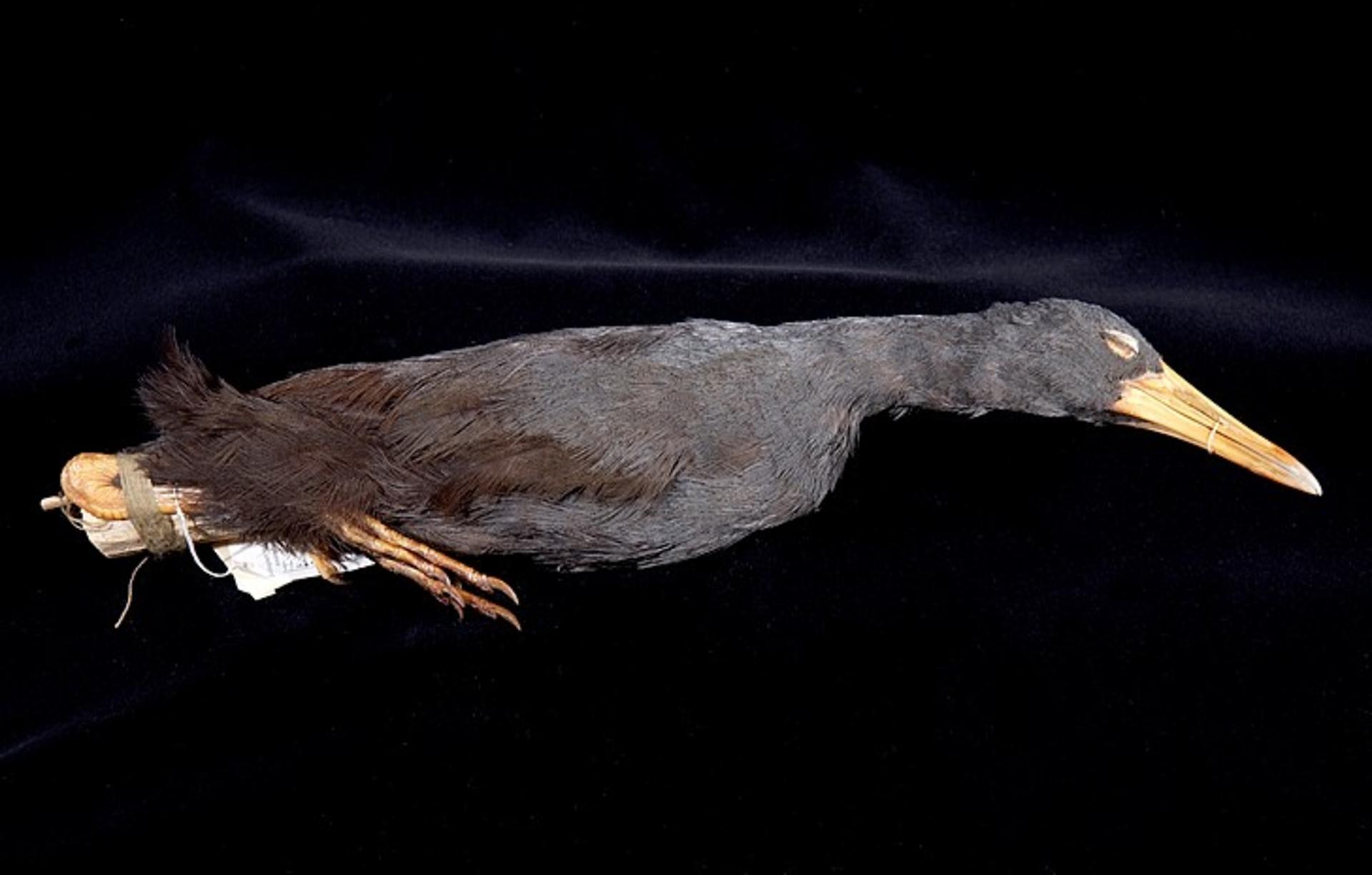
Spécimen de la collection du centre de biodiversité Naturalis.

Les râles forment une famille grande et largement répandue, comprenant près de 150 espèces. Ce sont des oiseaux terrestres ou habitant les zones humides, de taille petite à moyenne, au corps comprimé latéralement qui leur permet de se faufiler au travers de végétations denses. Les espèces insulaires de râles perdent rapidement leur aptitude au vol. Ainsi, des 53 taxons insulaires actuels ou récemment éteints, 32 ont perdu leur capacité à voler.
Le Râle de Wallace est décrit en 1860 par le zoologiste britannique George Robert Gray, qui le place dans un nouveau genre, monotypique, Habroptila. Le nom de genre vient du grec habros, « doux » et ptilon, « plume, duvet ». L'épithète spécifique, wallacii, commémore le zoologiste britannique Alfred Russel Wallace. Localement, l'espèce est appelée de divers noms, comme « soisa »,« tibiales » ou « rèie ». Les anglophones nomment parfois l'oiseau « invisible rail », le « râle invisible », en raison de sa discrétion, ou « drummer rail », le « râle joueur de tambour », en référence à son cri particulier.
Le Râle de Wallace est phylogénétiquement proche du Râle géant (Megacrex inepta) et du Râle à ventre roux (Eulabeornis castaneoventris), tous uniques représentants de leurs genres respectifs, d'Australasie, et probablement apparentés au genre Amaurornis,. En 1973, Storrs L. Olson a proposé le regroupement du Râle géant et du Râle de Wallace dans le genre Habroptila, disposant de la priorité. Dans sa monographie de 1977 sur les Rallidés, Sidney Dillon Ripley va encore plus loin en fusionnant le genre Habroptila dans le gros genre Rallus. Cette suggestion n'est pas suivie en 1982 par Gerlof Fokko Mees, qui relève des différences significatives dans la forme et la structure du bec des espèces australasiennes. Une phylogénie moléculaire, inférée à partir de séquences mitochondriales, montre en 2012 que le genre Habroptila fait partie d'une radiation évolutive au sein du gros genre Gallirallus, qui a eu lieu dans la région, il y a 400 000 ans.

## Le Râle de Wallace et l'Homme

### Philatélie

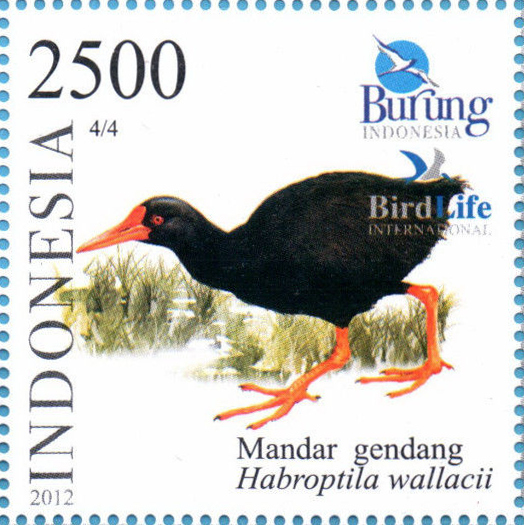
Habroptila wallacii sur un timbre indonésien de 2012.

Le Râle de Wallace figure sur un timbre indonésien édité en juillet 2012 et faisant partie d'une série sur les espèces d'oiseaux menacées du pays.

### Menaces et protection
Les espèces d'oiseaux dont l'aire de répartition est peu étendue sont particulièrement vulnérables aux activités humaines. Huit des 26 espèces d'oiseaux uniquement présentes dans la « zone d'oiseaux endémiques des Moluques du Nord » sont menacées, le Râle de Wallace en faisant partie. Près d'un quart des espèces de râles sont menacées à des degrés divers, les espèces incapables de voler étant plus en danger que les autres. Depuis l'an 1600, au moins quinze espèces se sont éteintes.
La population du Râle de Wallace est aujourd'hui estimée entre 3 500 et 15 000 individus. Son aire de répartition restreinte et sa faible population en font une « espèce vulnérable » selon l'Union internationale pour la conservation de la nature (UICN), bien qu'elle soit peut-être plus commune que les estimations ne le suggèrent, compte tenu des trop rares témoignages la concernant.
La perte d'habitat de l'espèce est due aux récoltes de sagou et à la conversion des zones humides en terres rizicoles. Le râle est un mets prisé par les populations locales, qui le capturent avec des pièges faits de cordes d'écorce et le chassent à l'aide de chiens.
Le seul nid connu à ce jour se situait dans une zone assez fréquentée par les villageois locaux ; le râle pourrait s'adapter plus facilement aux changements d'habitat qu'on ne le pensait auparavant. Plusieurs observations de l'espèce ont également été signalées au nord de l'île d'Halmahera en 2008 et 2011, élargissant ainsi la zone dans laquelle le Râle de Wallace a été observé dans les années récentes.